# Volksbank Weinheim
Die Volksbank Weinheim eG war eine Genossenschaftsbank mit Sitz in Weinheim an der Bergstraße, Baden-Württemberg.

## Mitgliedschaft
Die Volksbank Weinheim eG zählte Stand Dezember 2019 23.071 Mitglieder.

## Geschäftsgebiet
Das Geschäftsgebiet der Volksbank Weinheim eG erstreckte sich über zwei Bundesländer und umfasste neben dem Einzugsgebiet Weinheim auch Hemsbach und Hirschberg an der Bergstraße in Baden-Württemberg sowie Birkenau, Mörlenbach und Wald-Michelbach im Odenwald, Hessen.

## Filialen
| Filiale         | Adresse                                |
| --------------- | -------------------------------------- |
| Hauptstelle     | Bismarckstr. 1, 69469 Weinheim         |
| Birkenau        | Im Herrengarten 4, 69488 Birkenau      |
| Hemsbach        | Am Kurpfalzkreisel 1, 69502 Hemsbach   |
| Leutershausen   | Bahnhofstraße 48, 69493 Hirschberg     |
| Mörlenbach      | Fürther Straße 20, 69509 Mörlenbach    |
| Wald-Michelbach | Ludwigstraße 55, 69483 Wald-Michelbach |
| Weststadt       | Breslauer Straße 1, 69469 Weinheim     |

Die erste Filiale wurde im November 1956 in Hemsbach eröffnet.
1958 wurde als zweite Filiale Birkenau, damals „Zahlstelle“ in der Hauptstr. 75 eröffnet.
Dem Autoboom der sechziger Jahre entsprechend, erweiterte die Volksbank den Parkplatz an der Hauptstelle und eröffnete 1968 hier einen Außen-Auto-Schalter.
Im März 1987 wurde der erste Geldautomat der Bank in der Filiale Mult aufgestellt. Heute hat die Volksbank Weinheim eG 15 Geldautomaten in ihrem Geschäftsgebiet.

### Historisches Gebäude Villa Hagander
Die zweigeschossige Villa Hagander entstand im Jahre 1851. 1988 kaufte die Volksbank Weinheim eG diese historische Immobilie, die die Private Banking Betreuung sowie die Volksbank Weinheim Stiftung beherbergte.

## Genossenschaftliche Finanzgruppe und weitere Partner
Die Volksbank Weinheim eG war Mitglied der Genossenschaftlichen Finanzgruppe Volksbanken-Raiffeisenbanken. Zu den Partnern der Volksbank Weinheim eG gehörten die Bausparkasse Schwäbisch Hall, R+V Versicherung, Union Investment, DZ Privatbank, Münchener Hypothekenbank, VR Smart Finanz, DZ Bank sowie die DZ Hyp.
Außerhalb der Genossenschaftlichen Finanzgruppe gehörten die Karlsruher Lebensversicherung und eine Vielzahl von Fondsgesellschaften zu den dauerhaften Partnern.

## Gesellschaftliches Engagement
Mit der 2010 gegründeten Volksbank Weinheim Stiftung engagierte sich die Bank im regionalen Bereich. Die Stiftung hat ihren Sitz in der Villa Hagander und ist eine eigenständige, gemeinnützige Institution zur gesellschaftlichen und gesellschaftspolitischen Förderung. Unterstützt werden vor allem Projekte in den Bereichen Kunst und Kultur, Gesundheitswesen, Ausbildung, Wissenschaft, Forschung, Jugend- und Altenhilfe, Sport, Umwelt- und Klimaschutz. Die Fördertätigkeit folgt dem genossenschaftlichen Prinzip mit dem Leitmotiv „Hilfe zur Selbsthilfe“. Um die Ziele der Förderungen zu erreichen, arbeitet die Stiftung mit privaten und öffentlichen Partnern sowie Einrichtungen zusammen.
Im Jahre 2013 verlieh die Stiftung in Zusammenarbeit mit dem Zentrum für Europäische Wirtschaftsforschung (ZEW) erstmals den Wissenschaftspreis „Zukunft der Arbeitswelt“. Die dritte Verleihung fand im Juni 2016 statt.

## Geschichte

### Gründerjahre und Aufschwung
Der Ursprung der Volksbank Weinheim eG geht zurück auf den Juni 1866, als mit 95 Unterschriften aus lokalem Gewerbe und lokaler Landwirtschaft die Bereitschaft zur Gründung eines Vorschuss- und Kreditvereins signalisiert wurde. Die tatsächliche Gründung vollzog sich am 12. Juni 1866 mit 124 Mitgliedern. Mit der Ausgabe von 300 Aktien zu je 10 Gulden wurden die ersten Betriebsmittel beschafft. Die Aktien waren mit 4 % verzinst und wurden von 42 Gründungsmitgliedern übernommen. Der Beitrittsbetrag belief sich zunächst auf 30 Kreuzer (später 1 Gulden) und Geschäftsanteile in Höhe von 50 Gulden, die auch in Raten zu je 20 Kreuzern beglichen werden konnten. Darlehen wurden auf mindestens 10 und maximal 300 Gulden für Mitglieder festgelegt, Spareinlagen waren auch durch Nichtmitglieder möglich. Der erste Sitz der Genossenschaft war das Haus Janzer am Weinheimer Marktplatz. Unter der Vorstandsführung von Notar Grether, R. Gericke sowie Carl Janzer. Die Geschäfte der Genossenschaft wurden zunächst ehrenamtlich geführt.
1873 wurde erstmals eine Verwaltungsstelle durch einen Berufsbeamten besetzt. Gleichzeitig wurde die Geschäftsstelle in das städtische Schulhaus in der Obergasse verlegt. Durch Änderungen des Genossenschaftsgesetzes im selben Jahr, wurde auch der Name in „Weinheimer Vorschuß-Verein eingetragene Genossenschaft“ geändert und eine Geschäftsverbindung zur Deutschen Genossenschaftsbank aufgenommen. 1875 wurde die Währung auf Mark umgestellt.
Am 30. Dezember 1889 erfolgte der Eintrag in das Genossenschaftsregister und zwei Jahre später, 1891, wurden 1.000 Mitglieder verzeichnet, die mit Geschäftsteilen im Gesamtwert von 320.000 Mark beteiligt waren. Der Jahresumsatz belief sich auf rund 5 Millionen Mark. 1896 wurde die Zahl des Aufsichtsrats von sechs auf acht Mitglieder erhöht und 1899 erstmals der Scheckverkehr eingeführt.

### Das neue Jahrhundert
Am 1. Dezember 1900 zog die Genossenschaft in ein neues Bankgebäude in der Ehretstraße um. 1903 bekleidete der Kassierer Philipp Zinkgräf zum ersten Mal das Hauptamt als Direktor der Genossenschaft und 1906 erfolgte die Umwandlung von der Genossenschaft mit unbeschränkter zu einer mit beschränkter Haftpflicht. Der Name wurde dabei zu „Vereinsbank Weinheim e.G.m.b.H.“ geändert. Die Mitgliederzahl in diesem Jahr betrug 1.600 mit Geschäftsanteilen in Höhe von rund 600.000 Mark. 1910 erweiterte die Bank das Hauptgebäude und vergrößerte dessen Räume. Bis 1914 überschritt die Zahl der Mitglieder die 2.000er Grenze. Der Umsatz lag bei rund 117 Millionen Mark und stieg bis 1919 auf rund 350 Millionen Mark.

### Weimarer Republik bis zur Jahrtausendwende
Während der großen Inflation erreichte die Papiermarkbilanz 1923 ihren Höhepunkt und notierte bei 51.946.341.283.076.651,75 Mark. 1928 verzeichnete die Bank einen ersten Höchststand von 2.825 Mitgliedern. 1941 zählte die Genossenschaft noch 1.289 Mitglieder, die Jahresbilanz lag bei 3.632.822 Reichsmark, der Umsatz bei 32.845.700 Reichsmark. Im gleichen Jahr beschloss man auf der Generalversammlung die Namensänderung zu „Volksbank Weinheim“.
Nach den Auswirkungen des Zweiten Weltkrieges markierte die Umstellung auf die Deutsche Mark im Jahre 1948 einen Neuanfang. 1951 lag die Bilanzsumme bei 1,5 Millionen DM, 1956 bei 4,3 Millionen DM und 1959 bei 10,4 Millionen DM.
Im Jahr 1956 eröffnete die erste Zweigstelle in Hemsbach, zwei Jahre später eine weitere in Birkenau. 1960 bezog die Hauptstelle ihr jetziges Bankgebäude in der Bahnhofstraße, Ecke Bismarckstraße. Es folgten weitere Filialen: 1961 in der Weinheimer Weststadt, 1962 in Mörlenbach und 1963 in Wald-Michelbach, 1968 in Leutershausen (heute: Teil der Gemeinde Hirschberg an der Bergstraße), 1971 in der Weinheimer Nordstadt. Im Dezember 1967 eröffnete die Galerie der Volksbank Weinheim ihre erste Kunstausstellung mit dem Künstler Gerhard Mehlhase. Zwischen den Jahren 1970 und 1980 unterhielt die Bank auch ein Reisebüro, das 1980 ein eigenes Ladenlokal in der Hauptstelle erhielt. 1982 eröffnete die Bank eine Filiale im Weinheimer Mult-Zentrum, sie war eine der ersten Bankfilialen in einem Einkaufszentrum in der Region. 1989 stieg die Bank mit dem Aufbau des Immobilien-Services in die Immobilienvermittlung ein.
Bis Ende 1991 wurden alle Filialen mit einem Geldautomaten und Kontoauszugsdrucker ausgestattet. Im Dezember 1992 bezog die Vermögensbetreuung ihr neues Domizil in der Villa Hagander. Für den Umzug wurde das historische Gebäude komplett renoviert und auf den neuesten Stand der Technik gebracht. Im Dezember 1994 begannen weitere Baumaßnahmen, die die Villa Hagander durch ein Erweiterungsgebäude mit der Hauptstelle der Bank verbanden. Das neue Gebäude bot im Erdgeschoss Platz für Besprechungen und Schulungen, während die Firmenkundenbetreuung der Bank in den ersten Stock umzog.
1996 startete das erste Direkt-Bank Programm für das Internet sowie der persönliche Telefon-Service.

### Ab dem Jahr 2000 bis heute
Nach 33 Jahren feierte die Galerie in der Volksbank Weinheim am 19. September 2000 ihre 500. Kunstausstellung, in der mittlerweile regionale, nationale und internationale Künstler vertreten waren. Im Oktober 2000 wurde die Filiale im Mult-Zentrum zum Bank-Shop umgebaut, der durch den umfangreichen Selbstbedienungs-Service und mit verlängerten Öffnungszeiten am 19. Oktober 2000 als modernste Bankfiliale Weinheims wiedereröffnete. Im Jahre 2005 wurden die beiden Filialen in Hemsbach geschlossen und durch eine moderne Filiale in zentraler Lage am Kurpfalzkreisel ersetzt.
2006 investierte die Bank knapp zwei Millionen Euro in die Modernisierung ihrer Hauptstelle, die nach einer Kernsanierung und Ausstattung mit aktueller Technik und Sicherheitsmaßnahmen am 28. Juli ihre Neueröffnung feierte.
Dem stark gewachsenen Firmenkundengeschäft wurde mit der Erweiterung und Aufstockung des Zwischenbaus zum Unternehmerhaus, das 2011 eingeweiht wurde, auch räumlich Rechnung getragen.
Im Jahr 2020 fusionierte die Volksbank Weinheim mit der Volksbank Kurpfalz eG.